# Даміан Кондзьор
Даміан Кондзьор (пол. Damian Kądzior, нар. 16 червня 1992, Білосток) — польський футболіст, півзахисник клубу «П'яст» і національної збірної Польщі.
Чемпіон Хорватії.

## Клубна кар'єра
Народився 16 червня 1992 року в місті Білосток. Вихованець футбольної школи клубу «Ягеллонія». Дорослу футбольну кар'єру розпочав 2012 року в основній команді того ж клубу, в якій провів чотири сезони, взявши участь у 3 матчах чемпіонату. 
Згодом з 2013 по 2018 рік грав у складах клубів «Мотор» (Люблін), «Долькан» (Зомбки), «Вігри» (Сувалки) та «Гурник» (Забже).
До складу клубу «Динамо» (Загреб) приєднався 2018 року. Всього відіграв за «динамівців» 58 матчів в національному чемпіонаті.
29 серпня 2020 став гравцем іспанського «Ейбара», підписавши з клубом контракт на три роки. 
Взимку 2021 на правах оренди став гравцем турецького «Аланіяспора».

## Виступи за збірну
2018 року дебютував в офіційних матчах у складі національної збірної Польщі.
| Дата       | Місто     | Господарі  | Результат | Гості                | Турнір                               | Голи | Примітки |
| ---------- | --------- | ---------- | --------- | -------------------- | ------------------------------------ | ---- | -------- |
| 11-9-2018  | Вроцлав   | Польща     | 1 – 1     | Ірландія             | товариський матч                     | -    | 46'      |
| 15-11-2018 | Гданськ   | Польща     | 0 – 1     | Чехія                | товариський матч                     | -    | 69'      |
| 20-11-2018 | Гімарайнш | Португалія | 1 – 1     | Польща               | Ліга націй УЄФА 2018-2019 - 1-й етап | -    | 79'      |
| 10-6-2019  | Варшава   | Польща     | 4 – 0     | Ізраїль              | Відбір до ЧЄ 2020                    | 1    | 77'      |
| 7-10-2020  | Гданськ   | Польща     | 5 – 1     | Фінляндія            | товариський матч                     | -    | 83'      |
| 14-10-2020 | Вроцлав   | Польща     | 3 – 0     | Боснія і Герцеговина | Ліга націй УЄФА 2020-2021 - 1-й етап | -    | 64'      |
| Усього     |           | Матчів     | 6         |                      | Голів                                | 1    |          |

## Титули і досягнення
- Чемпіон Хорватії (2):

«Динамо»: 2018-19, 2019-20
- Володар Суперкубка Хорватії (1):

«Динамо»: 2019